# Cầu Thiên Thần
{{Nhiều vấn đề|
Ponte Sant'Angelo (Cầu Thiên Thần), trước kia còn có tên là Cầu Aelian hoặc Pons Aelius, có nghĩa là  Cầu của Hadrian, là một cầu vòm thời La Mã cổ đại tại Rome, Ý, hoàn thành năm 134 bởi Hoàng đế La Mã Hadrian, để bắc qua sông Tiber, từ trung tâm thành phố đến lăng mộ vừa được xây dựng mới của ông, nay là Lâu đài Castel Sant'Angelo (Lâu đài Thiên thần). Cầu được xây dựng bằng đá vôi cẩm thạch và bắc ngang sông Tiber với năm vòm, ba trong số đó là theo phong cách La Mã. Cây cầu hiện nay là hoàn toàn dành cho người đi bộ, và trên cầu có những tượng thiên thần. 

## Ảnh

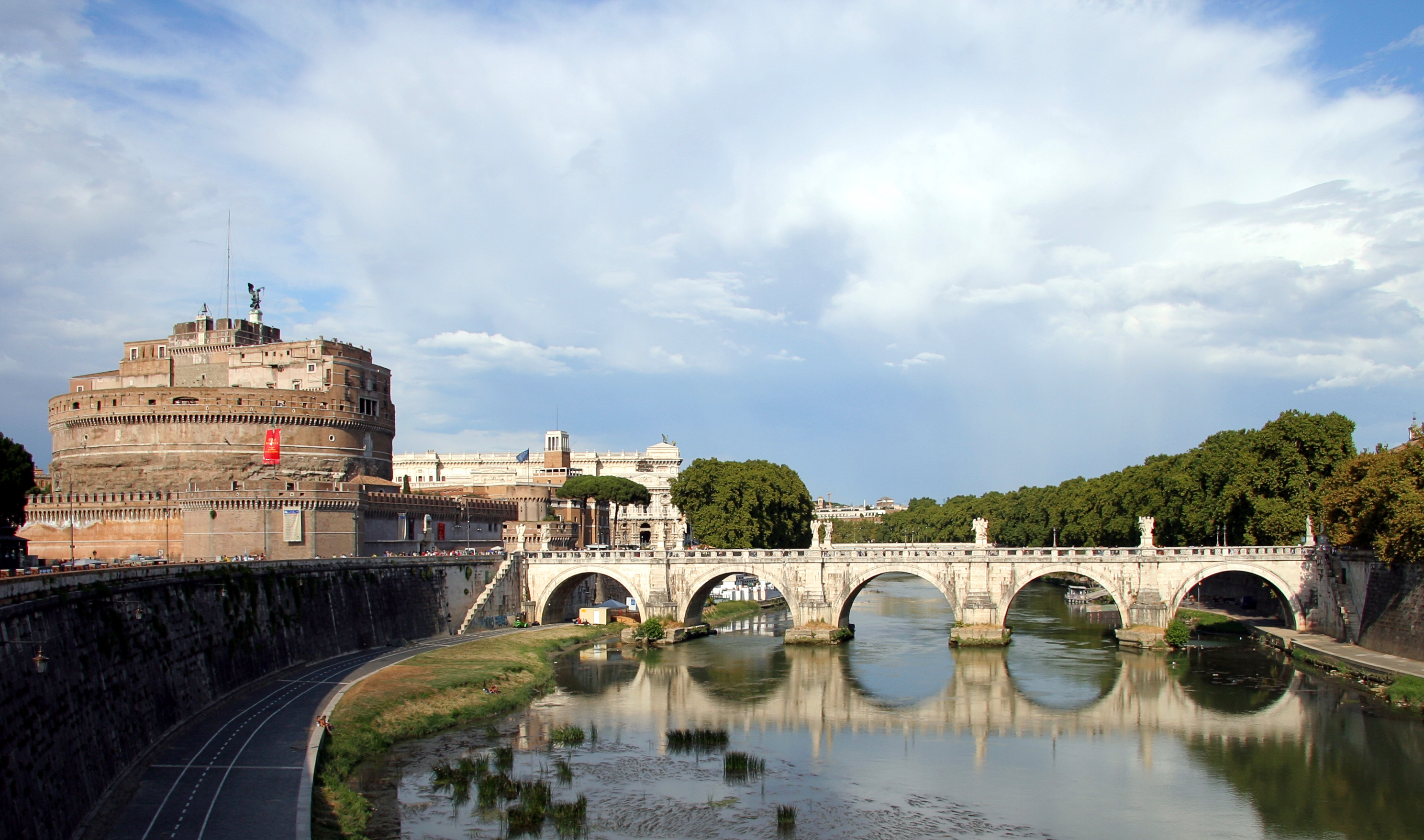
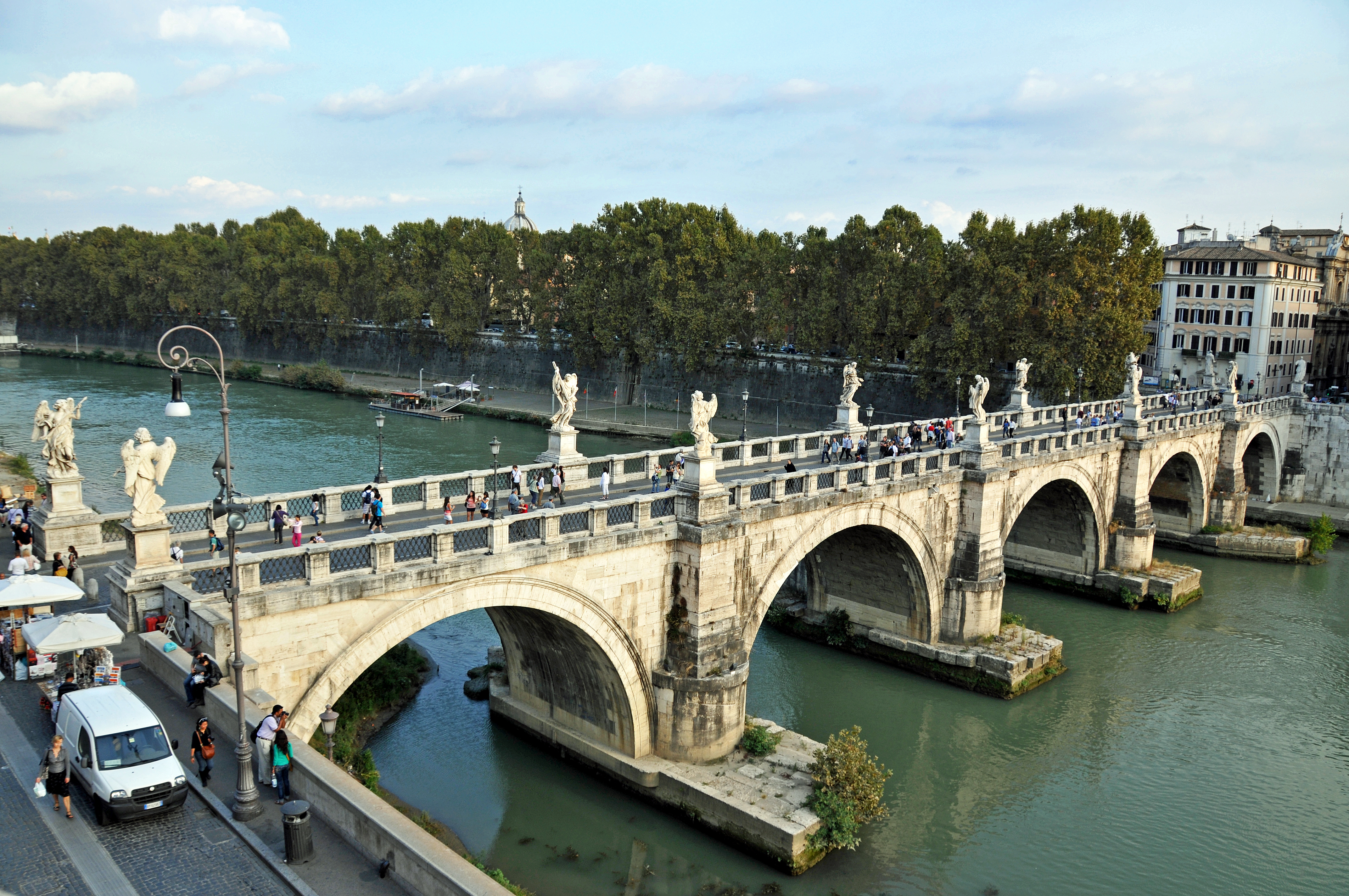
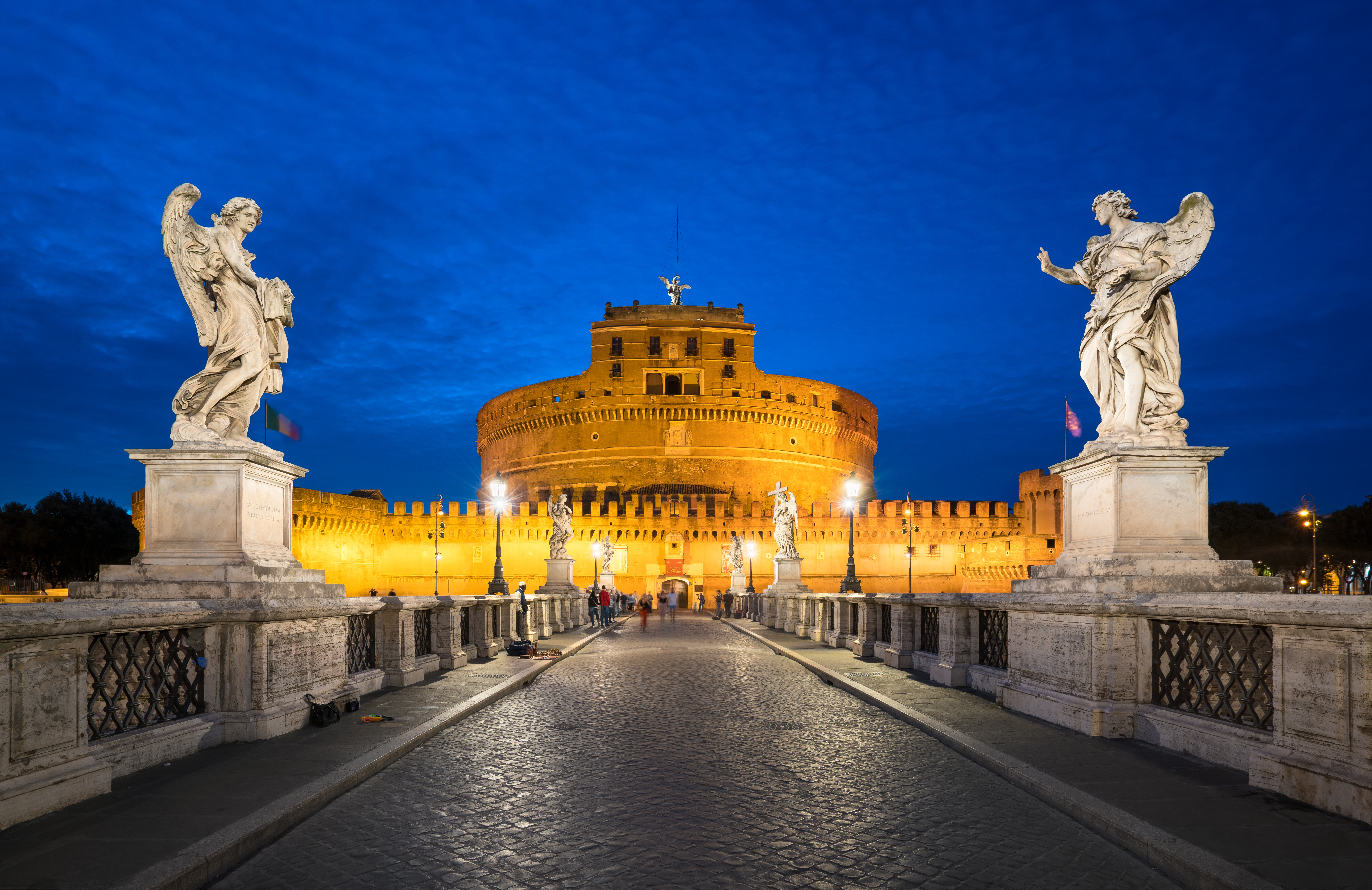
Trên mặt cầu lúc vể đêm, phía trước là Castel Sant'Angelo
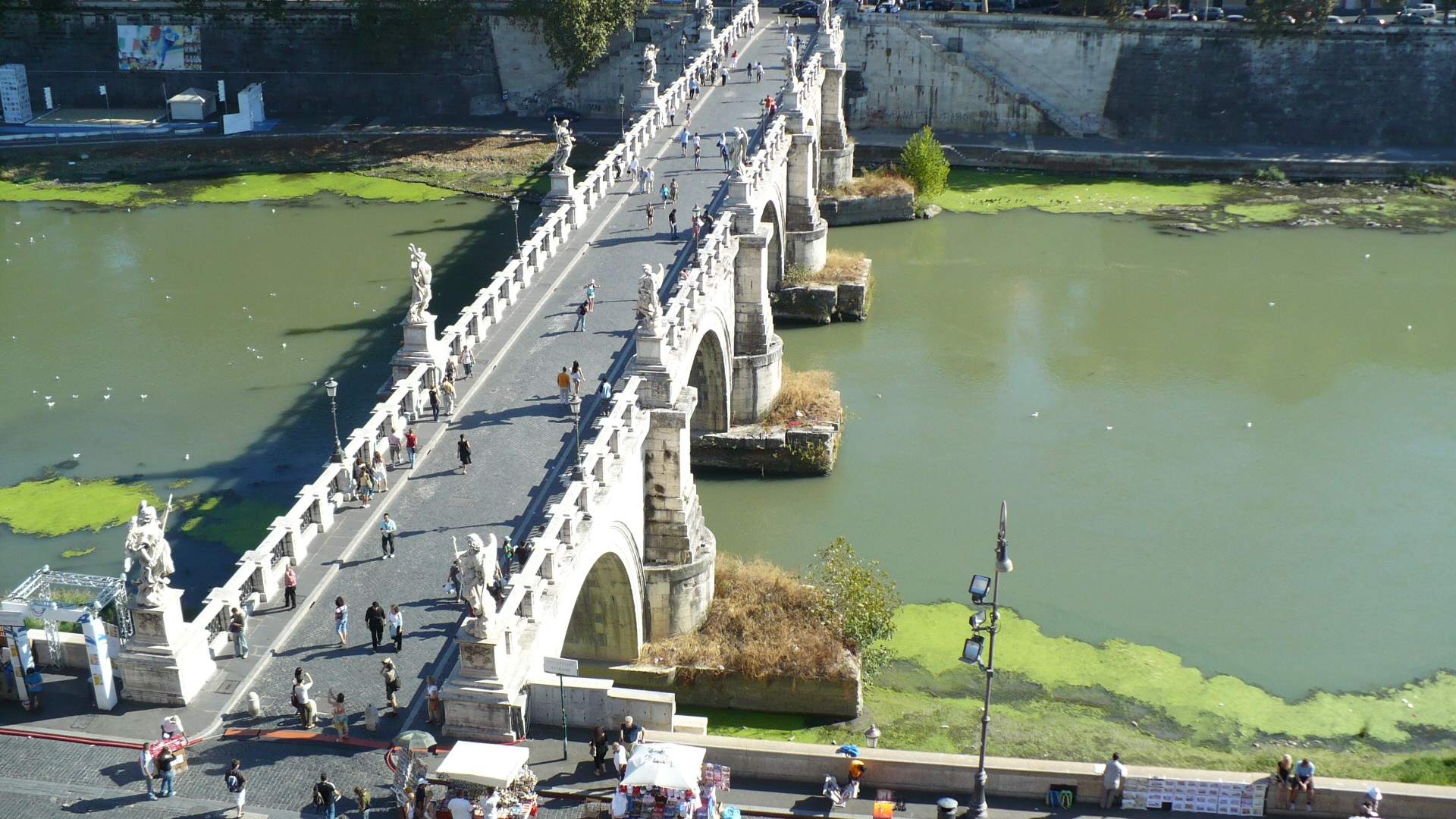
Vài tượng thiên thần trên cầu